# Municipio de Tama (condado de Des Moines)
El municipio de Tama (en inglés: Tama Township) es un municipio ubicado en el condado de Des Moines en el estado estadounidense de Iowa. En el año 2010 tenía una población de 1088 habitantes y una densidad poblacional de 19,11 personas por km².

## Geografía
El municipio de Tama se encuentra ubicado en las coordenadas 40°52′18″N 91°4′57″O / 40.87167, -91.08250. Según la Oficina del Censo de los Estados Unidos, el municipio tiene una superficie total de 56.93 km², de la cual 49,3 km² corresponden a tierra firme y (13,4 %) 7,63 km² es agua.

## Demografía
Según el censo de 2010, había 1088 personas residiendo en el municipio de Tama. La densidad de población era de 19,11 hab./km². De los 1088 habitantes, el municipio de Tama estaba compuesto por el 98,99 % blancos, el 0,18 % eran amerindios, el 0,28 % eran asiáticos, el 0,28 % eran de otras razas y el 0,28 % eran de una mezcla de razas. Del total de la población el 0,92 % eran hispanos o latinos de cualquier raza.